# Buddy Gilmore
Charles „Buddy“ Gilmore (* 1880 in Raleigh (North Carolina); † nach 1922) war ein US-amerikanischer Ragtime- und Jazzmusiker (Schlagzeug), der mit seiner „physischen Geschicklichkeit, hochgradig synkopierter Zeitkontrolle  und Vaudeville-orientierter Comedy“ zu den Innovatoren des modernen Schlagzeugspiels gehörte.

## Leben und Wirken
Gilmore war in den 1910er-Jahren Mitglied in James Reese Europes Society Orchestra, mit dem 1913/14 Aufnahmen entstanden („Too Much Mustard“, „Down Home Rag“, „You're Here and I'm Here“). In dieser Zeit war Gilmore erfolgreich mit exzentrischen Novelty-Einlagen. Buddy Gilmore arbeitete auch mit Vernon Castle; zusammen traten sie auf Tourneen 1914 mit „akrobatischen Schlagzeugsolos“ auf, anschließend 1915 im New Yorker Tempo Club. 1920 trat Gilmore mit Southern Syncopated Orchestra in Londoner Clubs auf; seine Darbietungen fanden auch Anklang beim Prince of Wales. Mitte der 1920er-Jahre hatte er mit eigener Band ein Engagement im Pariser Ritz Hotel. Außerdem begleitete er in dieser Zeit den Ragtime-Pianisten Les Copeland.

## Diskographische Hinweise
- From Cake-Walk to Ragtime 1898–1916
- Anthology of Jazz Drumming, Vol. 1: 1904–1928